# Guddethippasandra, Kunigal
Guddethippasandra là một làng thuộc tehsil Kunigal, huyện Tumkur, bang Karnataka, Ấn Độ.